# Charles Greywolf
David Vogt (prononcé [ˈdaːvɪt ˈfoːkt]), plus connu sous le nom de Charles Greywolf, est un musicien et producteur. Il est principalement connu pour être le guitariste rythmique du groupe de power metal allemand Powerwolf.
Il dirige un studio d’enregistrement nommé « Studio Greywolf » à Berus, sa ville de naissance.
Il est marié à Helen Vogt, chanteuse du groupe Lighthouse in Darkness,.

## Carrière
En 2002, sous le nom de « El Davide », il rejoint Red Aim, un groupe de rock aujourd’hui dissous.
En 2003, il créa Powerwolf avec le guitariste de Red Aim, Benjamin Buss. Ils décidèrent tous deux de changer leurs noms de scène: David Vogt devient Charles Greywolf et Benjamin Buss Matthew Greywolf.

## Discographie

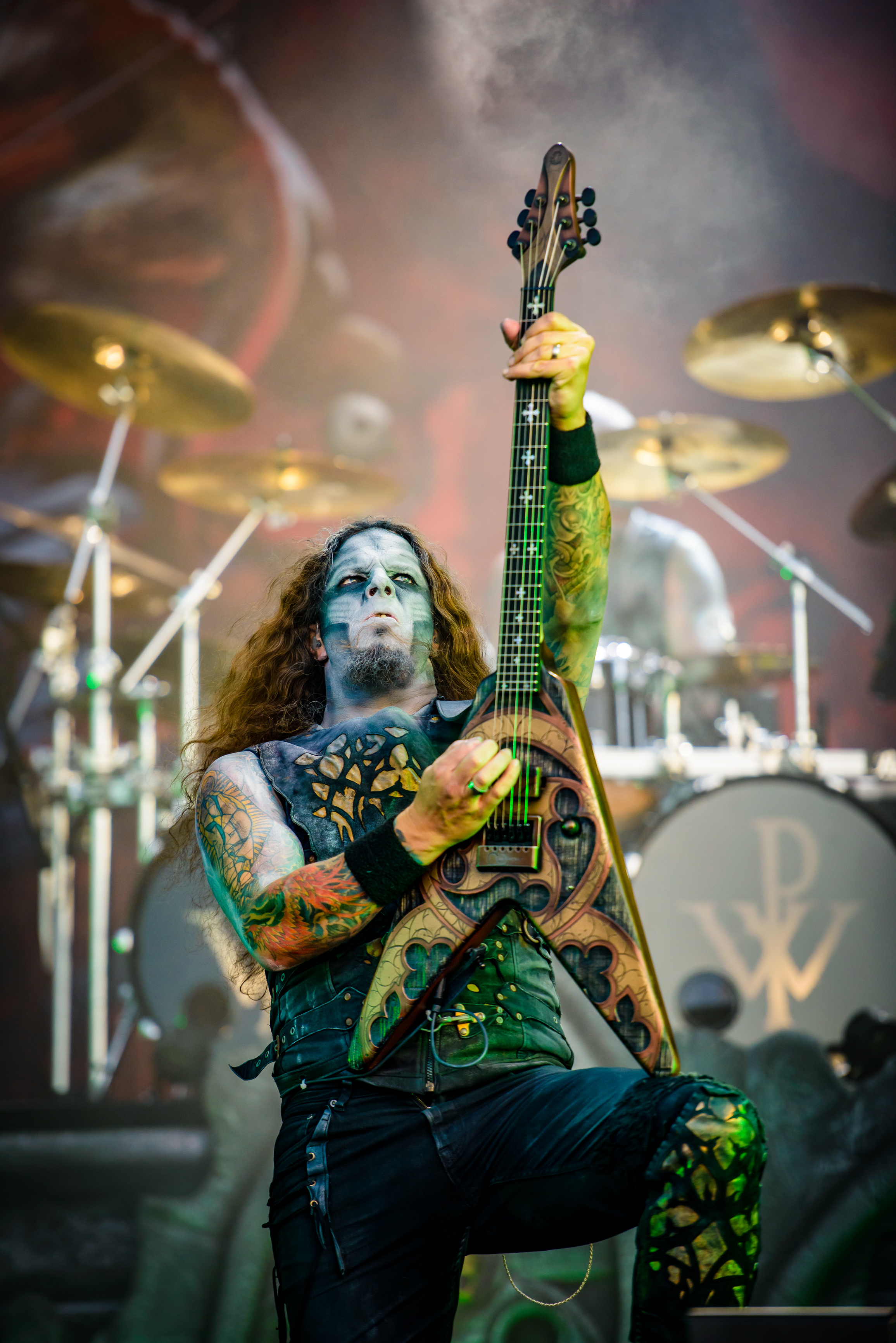
Greywolf au Wacken Open Air en 2019

### Avec les Flowing Tears
- Thy Kingdom Gone (2008)

### Avec Red Aim
- Flesh for Fantasy, 2002
- Niagara, 2003

### Avec Powerwolf
- Return in Bloodred, 2005
- Lupus Dei, 2007
- Bible of the Beast, 2009
- Blood of the Saints, 2011
- Preachers of the Night, 2013
- Blessed and Possessed, 2015
- The Sacrament of Sin, 2018
- Call of the Wild, 2021
- Interludium, 2023
- Wake Up the Wicked, 2024